# رائول هاوسمان
رائول هاوسمان (انگلیسی: Raoul Hausmann; ۱۲ ژوئیهٔ ۱۸۸۶ – ۱ فوریهٔ ۱۹۷۱) یک هنرمند اهل اتریش بود.

## زندگی هنری
در سال ۱۹۰۰ رائول هاوسمان چهارده سال داشت که به همراه خانواده اش از وین به برلین نقل مکان کرد. او زیر نظر پدرش که یک هنرمند بود، آموزش دید. در همین موقع بود که او اولین بار دست به نقاشی زد. به لحاظ سبکی، هاوسمان در ابتدا در اکسپرسیونیسم و فوتوریسم جایگاه خود را یافت. در ۱۹۰۵ در برلین با یوهانس بادر آشنا شد. بعدها با اریش هکل دوست شد و به محفلی در گالری توفان هروارت والدن پیوست. پیش از آغاز جنگ جهانی اول برای مجلهٔ این محفل چند نقد هنری نوشت. دوستی اش با فرانتس یونگ و ملاقاتش با دادائیست‌های زوریخ، همچون ریشارد هولزنبرگ و ژان آرپ، او را به یکی از مهم‌ترین شخصیت‌های جنبش دادا در برلین تبدیل کرد. در سال ۱۹۱۹ روی کارت ویزیتش یا این عنوان معرفی شد: «رئیس خورشید و ماه و زمین، داداسوفر، دادارائول و رهبر سیرک دادا.» لقب «داداسوفر» را هم‌عضوی‌هایش از گروه دادا در برلین به او اعطاء کرده بودند.